# Vjera av Montenegro
Vjera av Montenegro, född 1887, död 1927, var en montenegrinsk prinsessa. 
Hon gifte sig aldrig utan levde med sina föräldrar. 
Hon var känd för sitt humanitära arbete. Tillsammans med sin svägerska prinsessan Jutta ordnade hon hjälp för de skadade i explosionen i hamnen i Bar under första Balkankriget 1912-1913. 
Hon bosatte sig 1918 i Frankrike. 